# Casuarina pauper
Espèce
Classification phylogénétique
Casuarina pauper est un arbre de la famille des Casuarinaceae endémique du Sud de l'Australie.